# Eriosorus glaberrimus
Eriosorus glaberrimus là một loài thực vật có mạch trong họ Adiantaceae. Loài này được (Maxon) Scamman miêu tả khoa học đầu tiên năm 1962.